# Episema immaculata
Episema immaculata là một loài bướm đêm trong họ Noctuidae.